# Alam Ara
Pour plus de détails, voir Fiche technique et Distribution.
Alam Ara (hindi : आलम आरा, ourdou : عالم آرا) est un film dramatique indien de Bollywood, réalisé par Ardeshir Irani, sorti le 14 mars 1931 en Inde. Il s'agit du premier film sonorisé indien.
Le film est considéré comme perdu.

## Distribution
- Master Vithal : Adil
- Zubeida : Alam Ara
- Jillo :
- Sushila :
- Prithviraj Kapoor :
- Elizer :
- W.M. Khan : (comme Wazir Mohammed Khan)
- Jagdish Sethi :
- L.V. Prasad :